# Xã Washington, Quận Linn, Iowa
Xã Washington (tiếng Anh: Washington Township) là một xã thuộc quận Linn, tiểu bang Iowa, Hoa Kỳ. Năm 2010, dân số của xã này là 3.369 người.